# Incêndio em trem no Paquistão em 2019
O incêndio em trem no Paquistão foi um incêndio que ocorreu em um trem de passageiros que viajava de Carachi para Rawalpindi, Paquistão, em 31 de outubro de 2019, perto da estação de Liaquat Pur. Pelo menos 75 pessoas morreram. Acredita-se que o incêndio tenha sido causado por uma explosão de um fogão portátil, utilizado ilegalmente por alguns passageiros para cozinhar uma refeição no trem. O acidente foi o mais mortal no Paquistão desde 2005, quando o acidente ferroviário em Ghotki matou mais de 100 pessoas.

## Acidente
O acidente ocorreu às 06h30, horário local (01h30 UTC), no trem expresso da Tezgam, que fazia a viagem de Carachi para Rawalpindi quando o trem estava em Liaquatpur Tehsil, distrito de Rahim Yar Khan, província de Punjab. Sheikh Rasheed Ahmad, o ministro federal das estradas de ferro do país, relatou que dois fogões a gás explodiram, incendiando o trem. Três carruagens foram destruídas.
O uso de fogões a gás em trens no Paquistão é uma prática ilegal, mas comum, que as autoridades costumam ignorar. Outros relatórios sugeriram que problemas elétricos foram a causa do incêndio. O trem transportava 933 pessoas, com 207 nas três carruagens afetadas pelo incêndio.
Dez carros de bombeiros foram para o local. Tropas do exército paquistanês ajudaram na operação de resgate. Os feridos mais graves foram levados para hospitais em Baaualpur e Multan. Aqueles com feridas menos graves foram tratados em hospitais em Liaqatpur e Rahim Yar Khan. Outro trem foi enviado para resgatar passageiros presos e levá-los a Rawalpindi. Vários sobreviventes descartaram a ideia de que os fogões a querosene eram a causa, alegando que o incêndio foi causado por uma falha elétrica no trem.

## Vítimas
Muitas das vítimas morreram saltando do trem em movimento, e a composição parou somente após 20 minutos do início do incêndio, mesmo apesar do freio de emergência ter sido utilizado. Alguns dos que foram pegos no fogo não foram identificados imediatamente; seriam necessários testes de DNA para permitir a identificação. Pelo menos 75 pessoas foram mortas e outras 43 ficaram feridas, onze em estado crítico.

## Investigação
O primeiro-ministro do Paquistão, Imran Khan, ordenou uma investigação sobre o acidente.